# Los últimos vermicelli
Los últimos vermicelli es un cortometraje uruguayo publicado en 1987, basado en el cuento del mismo nombre de Roberto Fontanarrosa.

## Reseña
La adaptación cinematográfica del cuento contó con la dirección, guion y producción ejecutiva de Diego Arsuaga y Carlos Ameglio, mientras que el reparto incluyó con la participación de Alberto Sobrino, Imilce Viñas, Alfonso Montero, Eugenio Zarez y Martín Artía. El cortometraje fue premiado en festivales de cine de Cuba, Colombia, Paraguay y Uruguay, entre otros. Fue uno de los tres corto y mediometrajes dirigidos por Arsuaga, antes de abordar producciones más ambiciosas como Otario, Corazón de fuego o El ingeniero.

## Argumento
Con alusiones a la dictadura uruguaya que había concluido pocos años antes, el cuento narra la historia de un mundo dominado por la búsqueda de la perfección estética en el que los obesos deben esconderse de las fuerzas parapoliciales que los persiguen y aprender de memorias recetas de cocina ya que las mismas fueron destruidas.
La historia comienza con la llegada de un hombre (Alberto Sobrino) en una noche tormentosa a una cámara frigorífica donde se refugian los obesos y que almacena alimentos desaparecidos o en desaparición. Allí lo esperan dos personas (Alfonso Montero e Imilce Viñas) con quienes hablan sobre la situación actual y de recetas de cocina que fueron destruidas (en alusión a Fahrenheit 451)  mientras se prepara un tuco para vermicellis. Poco después los soldados irrumpen en el lugar, asesinan a los obesos y destruyen el lugar.

## Otras versiones
Esta historia de Fontanarrosa fue adaptada también en el cine argentino en el año 2007, en el marco del ciclo Los cuentos de Fontanarrosa emitido por Canal 7. Esta versión, más breve que la de Arsuaga y Ameglio, contó con la dirección de Leonardo Di Cesare y la actuación de Carlos Portaluppi, la Tota Santillán, Raúl Biaggioni y Marcos Luscher.